# Heterocloeon petersi
Heterocloeon petersi är en dagsländeart som först beskrevs av Müller-liebenau 1974.  Heterocloeon petersi ingår i släktet Heterocloeon och familjen ådagsländor. Inga underarter finns listade i Catalogue of Life.